# Xiang Xiu
Xiang Xiu (chinois : 向秀 ; vers 223-275) est un philosophe chinois et l'un des Sept Sages de la forêt de bambous.
Descendant de Xiang Yu, célèbre penseur de la période tardive des Han, il porte dès ses jeunes années un intérêt aux écrits des maîtres taoïstes Laozi et de Zhuangzi. Il se rend à Luoyang où il rencontre Xi Kang. Celui-ci avait écrit un traité sur les manières de prolonger sa vie pour vivre jusqu'à un millier d'années, que Xiang Yu réfute dans un essai. Dans les années suivantes il fait partie des rassemblements des Sept Sages de la forêt de bambous, réunis par Xi Kang dans son domaine de Shanyang. Il se lie également d'amitié avec Lü An, un ami de Xi Kang, avec lequel il aurait travaillé dans une forge et un jardin. Après que ses amis Xi Kang et Lü An soient exécutés lors de l'avènement de la dynastie Jin, Xiang réinterprète soigneusement ses précédentes paroles antagonistes à l'empereur Sima Zhao. Ainsi, il évite l'accusation de trahison, contrairement à ses amis.[réf. nécessaire] Il mène ensuite une carrière dans l'administration du palais impérial. Il compose un poème à la mémoire de ses deux amis dans lequel il se lamente de leur mort.
Sa contribution la plus célébrée est un commentaire sur le Zhuangzi, qu'il ne semble pas avoir achevé (il aurait manqué le commentaire d'un chapitre). Il meurt alors que son fils est jeune et n'est pas en mesure de poursuivre son travail, vers 275, quoi que certains considèrent qu'il aurait vécu jusqu'en 285. Son commentaire du Zhuangzi n'a pas été préservé, selon le Shishuo xinyu il serait tombé dans l'oubli mais Guo Xiang, l'auteur de l'édition et du commentaire le plus important de ce texte, en aurait obtenu une copie qu'il aurait plagiée, position largement reprise par la tradition postérieure. Certains spécialistes actuels accordent du crédit à cette position, mais le consensus actuel est plutôt que le commentaire de Guo Xiang est en majeure partie original.
"La pensée est la caractéristique principale de l'homme, comment différencie-t-on un animale à l'Homme ? Par la pensée tout simplement"
Il a également créé un ouvrage '›Xiang Xiu Biequan ("Biographie séparée").